# Rhodope (romersk provins)
 For alternative betydninger, se Rhodope. (Se også artikler, som begynder med Rhodope)
Rhodope (græsk: Ῥοδόπη, Ἐπαρχία Ῥοδόπης) var en sen romersk og tidlig byzantinsk provins, beliggende på den nordlige Ægæiske kyst. En del af bispedømmet Thrakien strakte sig langs Rhodope-bjergene og dækkede dele af det moderne Vestthrakien (i Grækenland ) og det sydvestlige Bulgarien. Provinsen blev ledet af en guvernør med rang af praeses, med Trajanopolis længst mod øst, som provinshovedstad. I følge Synecdemus fra det 6. århundrede var der yderligere seks byer i provinsen, Maroneia, Maximianopolis, Nicopolis, Kereopyrgos (ukendt sted) og Topeiros (mod. Toxotai i Grækenland).
Provinsen overlevede indtil de slaviske invasioner i det 7. århundrede, selvom den som en kirkelig provins fortsatte med at eksistere i det mindste indtil det 12. århundrede. Themaet Boleron dækkede det meste af området i senere byzantinsk tid.